# Chilades saga
Chilades saga är en fjärilsart som beskrevs av Grose-smith 1895. Chilades saga ingår i släktet Chilades och familjen juvelvingar. Inga underarter finns listade i Catalogue of Life.